# トロファ
トロファ（ポルトガル語: Trofa、ポルトガル語発音: [ˈtɾɔfɐ] ( 音声ファイル)）は、ポルトガル・ポルト大都市圏にある自治体である。

## 概要
ポルト中心部から18kmの位置にあり、面積72.02km²、2011年時点で人口3万8999人を擁する。
工業団地としての側面もある町である。

## 歴史
ポルトとブラガの間にあり、ドウロ・リトラル州とミーニョ州の境界に位置していた事から古くから発展しており、鉄道が敷設されるとより発展していった町である。

## フレゲシア
当初は8つのフレゲシアで構成されていたが、後に5つに再編された。
- アルヴァレーリョス・エ・ギドエス（Alvarelhos e Guidões）
- ブガド (サン・マルティーニョ・エ・サンティアゴ)（Bougado (São Martinho e Santiago)）
- コロナド (サン・ロモン・エ・サン・マメーデ)（Coronado (São Romão e São Mamede)）
- コヴァラス（Covelas）
- ムロ（Muro）